# Arrigo Sacchi
Pour les articles homonymes, voir Sacchi.
Arrigo Sacchi, né le 1er avril 1946 à Fusignano, dans la province de Ravenne, en Émilie-Romagne, est un entraîneur de football italien. Il est surnommé le « mage de Fusignano ». 
Au-delà de son palmarès proprement dit, il est considéré comme l'un des entraîneurs les plus importants de l'histoire du football car il a forgé un nouveau style de jeu à la fin des années 1980 avec le Milan AC. À ses détracteurs qui lui reprochaient de ne pas avoir eu de carrière de footballeur  professionnel, il répondit : « Je n’avais jamais réalisé que pour devenir jockey, il fallait d’abord avoir été un cheval ».

## Biographie
Arrigo Sacchi n'a pas eu de carrière de footballeur professionnel. Il a commencé sa carrière d'entraîneur à Rimini, en Série C1. En 1987, alors qu'il entraîne Parme en deuxième division, le président du Milan AC, Silvio Berlusconi, le recrute bien qu'il soit quasiment inconnu. Mais ses idées novatrices avaient séduit le patron du club lombard.
Sacchi impose aux rossoneri un style offensif et spectaculaire basé sur la défense de zone et le pressing le plus haut possible. Il va à l'encontre de l'école traditionnelle italienne qui prônait le marquage individuel. Il abandonne aussi le poste libéro et aligne ses deux défenseurs centraux : « J’ai du convaincre, dans un pays qui pensait le foot en mode défensif, qu’une autre philosophie était possible, celle d’un jeu d’attaque. Il fallait convaincre que le foot était un jeu reposant d’abord sur une certaine idée du collectif. Un collectif tourné vers l’attaque. Il a fallu expliquer à des gens vivant et approchant le football d’une certaine façon que les connexions, les liaisons entre les joueurs, pouvaient renforcer finalement la sécurité et donc indirectement aussi le jeu défensif. ».  
Il impose aussi aux joueurs une charge de travail inédite, avec deux entrainements par jour.
Il considère que le collectif prime sur l'individu et recrute les joueurs en fonction de leur personnalité : « Nous faisions le recrutement de personnes, de caractères, de personnalités en qui nous pouvions avoir confiance, sur qui l'on pouvait compter. Même dans le football, tout part de la personne, de sa motivation, de sa volonté, de sa recherche de l'excellence et de l'envie de travailler. ». Alors qu'à son arrivée au Milan AC, les joueurs rechignent à suivre ses méthodes et à appliquer sa tactique, Berlusconi prend fait et cause pour son entraîneur et leur signifie : « Entre Sacchi et l’équipe, je choisis Sacchi ».
Ses deux chefs-d'œuvre : une victoire à Naples, 3-2 (février 88) dans une ambiance hostile, décisive pour le titre de champion 1988 où son équipe, parfaitement organisée, fait exploser son adversaire trop dépendant du talent du seul Diego Maradona ; autre match mémorable, en avril 1989 en demi-finale de C1, un 5-0 infligé au Real Madrid totalement étouffé et privé de ballon, incapable de relancer le jeu depuis son camp à cause de la pression des Milanais. 
Grâce notamment à ses trois Néerlandais Ruud Gullit, Marco van Basten et Frank Rijkaard, le Milan de Sacchi collectionne les trophées. Sacchi s'appuyait aussi sur de grands joueurs italiens : Franco Baresi, Paolo Maldini, Carlo Ancelotti, Roberto Donadoni. En quatre ans, il marque durablement le football européen et mondial, plus par son style que par ses résultats proprement dits. À noter qu'il a gagné moins de titres de champion d'Italie (un seul en 1988) que de Coupes d'Europe des clubs Champions (deux, en 1989 et 1990). En quatre ans à la tête du Milan AC, il termine quatre fois sur le podium du championnat italien, considéré à l'époque comme le plus fort du monde.
Fort de ces succès, il prend alors en main l'Équipe nationale en 1991, à la suite d'Azeglio Vicini. Si l'Italie échoue dans la qualification pour l'Euro 1992, elle atteint la finale de la coupe du monde 1994, en dépit des problèmes relationnels entre Sacchi et la star italienne du moment, Roberto Baggio, qui réalise un grand Mondial avec cinq buts. En finale à Pasadena, l'Italie s'incline aux tirs au but face au Brésil. De plus en plus critiqué, Sacchi doit quitter son poste en 1996 après une élimination de l'Italie dès le premier tour de l'Euro 1996. Cesare Maldini le remplace.
Sacchi retourne alors entraîner le Milan AC, mais sans grande réussite cette fois. Il tente ensuite une expérience à l'étranger, à l'Atletico Madrid. En proie au stress sur le banc de touche, il décide de ne plus entraîner après une dernière expérience à Parme, en 2001. Il se reconvertit alors comme directeur sportif, à Parme puis au Real Madrid en 2005. 
Il est au début des années 2000 formateur au sein de la Fédération italienne de football.

## Principes de jeu
Les principes d’Arrigo Sacchi sont à la fois précis et concis. Il estime qu'« il vaut mieux avoir peu d’idées bien comprises que beaucoup mais confuses ».
Dans son autobiographie, il liste ses 7 objectifs en tant qu’entraineur :
- améliorer le garçon et le joueur ;
- pratiquer un football collectif ;
- pratiquer le football total ;
- grandir à travers le protagonisme, car y arriver autrement est impossible ;
- être le dominus de la situation ;
- être maitre du terrain et du ballon ;
- gagner avec respect, perdre avec dignité.

Il se montre critique à l'égard de la culture du résultat sans la manière : « C'est uniquement en Italie que l'on peut se permettre de dire de telles choses. Il est impensable d'obtenir un meilleur résultat que son adversaire en jouant plus mal que lui » ou encore « Le football italien est un football de peur, on attaque à deux et défend à dix, les jeunes restent sur le banc et les gens ne viennent plus au stade ».

## Carrière

### Joueur
- 1964-1978 :  Fusignano
- 1977-1979 :  Bellaria

### Entraîneur
- 1977-1982 :  AC Cesena (jeunes)
- 1982-1983 :  Rimini Calcio
- 1983-1984 :  AC Fiorentina (jeunes)
- 1984-1985 :  Rimini Calcio
- 1985-1987 :  Parme AC
- 1987-1991 :  Milan AC
- 1991-1996 :  Italie
- 1996-1997 :  Milan AC
- 1998-1999 :  Atlético Madrid
- 2001 :  Parme AC

## Palmarès entraîneur

### En club
- Vainqueur de la Coupe Intercontinentale en 1989 et en 1990 avec le Milan AC
- Vainqueur de la Supercoupe d'Europe en 1989 et en 1990 avec le Milan AC
- Vainqueur de la Coupe d'Europe des Clubs Champions en 1989 et en 1990 avec le Milan AC
- Champion d'Italie en 1988 avec le Milan AC
- Vainqueur de la Supercoupe d'Italie en 1988 avec le Milan AC
- Champion d'Italie de Serie C en 1986 avec Parme AC
- Vice-champion d'Italie en 1990 et en 1991 avec le Milan AC
- Finaliste de la Coupe d'Italie en 1990 avec le Milan AC

### EnÉquipe d'Italie
- Participation à la Coupe du Monde en 1994 (Finaliste)
- Participation au Championnat d'Europe des Nations en 1996 (Premier Tour)

### Distinctions individuelles
- Nommé au Hall of Fame italien en 2011
- Élu meilleur entraîneur de l'année par World Soccer en 1989
- Élu 3e meilleur entraîneur de tous les temps par France Football en 2019[8],[9],[10]
- Élu 6e meilleur entraîneur de tous les temps par World Soccer en 2013[11],[12]
- Élu 6e meilleur entraîneur de tous les temps par ESPN en  2013[13]
- Il est l'un des 5 entraîneurs [14] à être classé dans le top 10 des meilleurs entraîneurs de tous les temps par chacun de ces médias : France Football, World Soccer et ESPN
- Prix du président de l'UEFA en 2022